# 메이 영

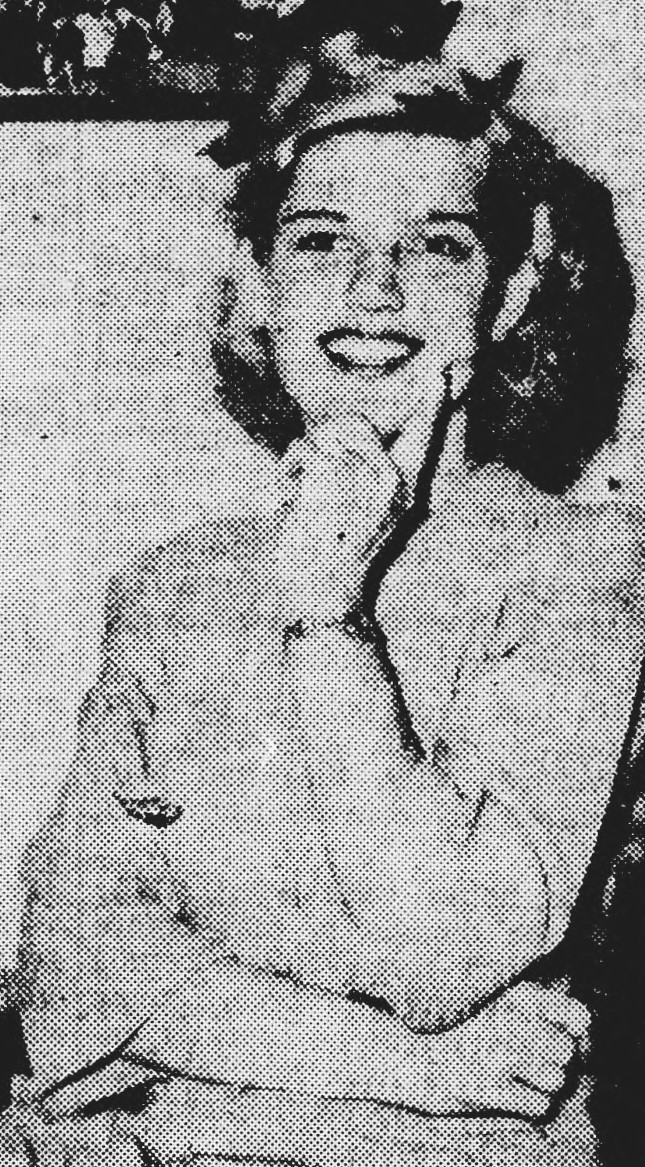
메이 영 (1943년)

조니 메이 영(Johnnie Mae Young, 1923년 3월 12일 ~ 2014년 1월 14일)은 미국의 전 프로레슬링 선수였다. 2차 대전 당시 인기있는 여성 레슬링 선수였으며, 많은 선수들을 훈련시켰다. 그녀는 미국과 캐나다 전역에서 경기를 치뤘고, 내셔널 레슬링 얼라이언스에서 여러 타이틀을 따냈다.

## 생애
어렸을때부터 남자들에게 아마추어 레슬링을 배운 그녀는 1939년 프로레슬링에 입문했다.

## 사망
2013년 12월 31일 메이 영이 병원에 입원한 것으로 밝혀졌다. 그리고 그로부터 얼마 지나지 않아 2014년 1월 9일 그녀는 만 90세의 나이로 세상을 떠났다. 그녀의 사망 소식은 1월 14일 아침에 WWE에 의해 발표되었다.

## 출연 영화
- 최초의 여성 레슬러 - 2004년 영화

## 경력
- 2008년 WWE 명예의 전당 헌엑

## 수상
- NWA 여성 세계 태그 팀 챔피언
- NWA 미국 위민스 챔피언
- NWA 플로리다 여성 챔피언